# Schloss Wommen
Koordinaten: 51° 0′ 47″ N, 10° 7′ 12″ O

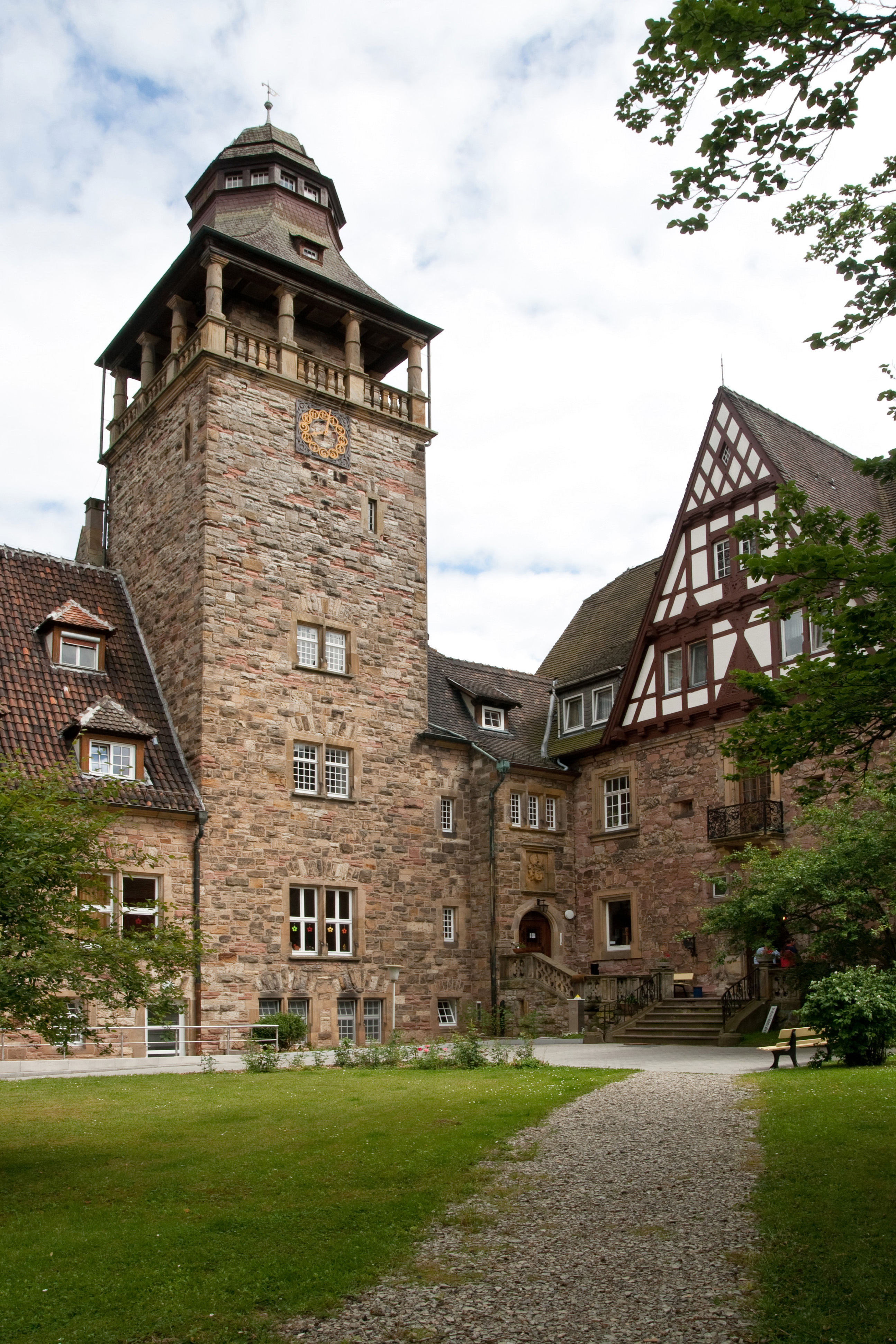
Schloss Wommen, gesehen von Nordwesten

Das Schloss Wommen befindet sich im Süden von Wommen, einem Ortsteil der Gemeinde Herleshausen im nordhessischen Werra-Meißner-Kreis.
Es liegt auf 207 m Höhe am Nordufer der hier die hessisch-thüringische Landesgrenze bildenden Werra und an der Nesse, die kurz darauf in die Werra mündet. Das eigentliche Schloss befindet sich im äußersten Südosten einer weitläufigen ehemaligen Gutsanlage. Im Osten verlaufen die Nesse und die Gerstunger Straße, im Süden die Gerstunger Straße (Landesstraße L 3251), die Bahnstrecke Eisenach-Gerstungen und die Werra.

## Geschichte
Die zuvor im Besitz der Familie von Brandenburg befindlichen Güter und Rechte in Wommen gelangten 1364 mehrheitlich an die Herren von Kolmatsch, und 1388 belehnte die Äbtissin Margarethe des Frauenstifts Kaufungen die Ritter Hans und Hermann von Kolmatsch mit der Kirche zu Wommen und allem Zubehör. Im Jahre 1401 verkaufte Reinhard von Brandenburg, verarmt und verschuldet, auch den letzten Besitz seiner Familie in Wommen an die Kolmatsch. Wahrscheinlich noch im 14. Jahrhundert legten die Kolmatsch dort eine kleine Wasserburg an. 1535 wurde diese von Georg von Kolmatsch († 1562), dem landgräflich-hessischen Statthalter im Land an der Lahn, umgebaut und modernisiert; er war 1506 in Kolmatscher Erbfolge von der Kaufunger Äbtissin Elisabeth von Plesse mit Wommen belehnt worden. Er ließ ein neues, burgartiges Herrenhaus errichten, von dem heute noch der aus Bruchstein gemauerte Kernbau und das beachtliche Portal mit Renaissance-Ornamentik erhalten sind. Über dem Portal befinden sich die Wappen der Familien von Kolmatsch und von Wangenheim mit der Jahreszahl 1535.
Nach dem Erlöschen des Geschlechts mit dem Tod Georgs von Kolmatsch 1562 fielen Burg und Dorf Wommen als erledigtes Lehen an die Landgrafen von Hessen, die mit der Säkularisation der hessischen Klöster nach 1526 Eigentümer der ehemals Kaufunger Stiftsgüter geworden waren. Landgraf Moritz von Hessen-Kassel gab Wommen im Jahre 1596, wohl als nicht vererbbares Fall- oder Handlehen, an Burkhard Treusch von Buttlar, hessischer Stallmeister und Amtmann zu Friedewald und Hauneck und Erbauer des Schlosses Nesselröden. Dieser ließ vermutlich weitere Anbauten und Renovierungen durchführen. Mit seinem Tod 1621 fiel Wommen wieder an die Landgrafschaft Hessen-Kassel zurück. Erst 1641, im Dreißigjährigen Krieg, belehnte die Landgrafenwitwe und Regentin Amalie Elisabeth den hessen-kasselschen General Johann von Geyso mit Wommen. Anna Christine, eine Tochter Geysos, heiratete 1665 den fürstlich sächsischen Rat und Oberamtmann zu Gerstungen und Hausbreitenbach, Johann Albrecht von dem Brinck, und damit kamen Schloss und Gut Wommen als hessisches Lehen bis 1765 an dieses Geschlecht. Johann Albrechts Enkel Albrecht Eberhard von dem Brinck ließ 1739 bis 1744 die barocke Dorfkirche erbauen. Albrecht Eberhards Tochter Wilhelmina Henriette (1736–1793), Erbin von Wommen, heiratete 1751 Christian Friedrich von Lindau (1723–1761), wohl Sohn des Oberhofmarschalls Heinrich Wilhelm Julius von Lindau (1684–1762) in Kassel. Der 1753 geborene Sohn der beiden, Wilhelm von Lindau, wurde 1765 mit Wommen belehnt. Seine Erbin verkaufte Schloss und Gut Wommen 1806 für 39.000 Taler an Friedrich August Heinrich von Kutzleben (1764–1833).
Der Besitz kam 1879 von Karl Kudwig Ferdinand von Kutzleben durch Kauf an den Unternehmer Julius von Eichel-Streiber (1820–1905) aus Eisenach und wurde 1908 vom königlich-preußischen Kammerherrn und Rittmeister Rudolf von Schutzbar genannt Milchling (1853–1935) erworben. Dieser ließ 1911 einen Großteil der Anbauten und Nebengebäude abreißen und dann nach Plänen des Architekten, Burgenforschers, Gründers und langjährigen Präsidenten der Deutschen Burgenvereinigung Bodo Ebhardt auf den Grundmauern der ehemaligen Wasserburg und unter Einbeziehung des alten Kolmatsch-Steinbaus (dem heutigen Südflügel) das heutige Schloss errichten. Dabei wurde die Anlage von 1535 durch einen im Osten rechtwinklig nach Norden angesetzten Seitenflügel ergänzt. An dessen Ostseite (der Hofseite) wurde ein fünfstöckiger Turm auf quadratischem Grundriss errichtet; er ist mit einer Turmhaube bekrönt und hat im fünften Geschoss eine den Baukern umlaufende, überdachte Aussichtsplattform.

## Heutige Nutzung
Schutzbar starb 1935. Seine Witwe, Margot von Schutzbar († 1969), übergab in einem Stiftungsvertrag vom 24. Juni 1946 das Schloss, gegen eine lebenslange Rente, an den Deutschen Gemeinschafts-Diakonieverband, der dort stiftungsgemäß ein Altenheim einrichtete, das „Margot-von Schutzbar-Stift“. Im Jahre 2000 übernahm die Hephata-Diakonie aus Schwalmstadt die Einrichtung. 2005/6 wurde auf dem Areal der Neubau eines Altenpflegeheims errichtet, 2010 ein neues Wohn-Pflegeheim. Das Innere des alten Burghauses wurde zu einem Wohnheim mit 25 Plätzen zur sozialen und beruflichen Rehabilitation chronisch beeinträchtigter, abhängigkeitserkrankter Menschen umgebaut. Im ab 1911 errichteten Ostflügel wurden 15 Wohnplätze eingerichtet. Das im Westen an das ursprüngliche Burghaus angebaute ehemalige Pächterhaus wurde mit Therapie-, Büro- und Gemeinschaftsräumen versehen. Ein Teil der einstigen Wirtschaftsgebäude wurde abgerissen, um Platz für die modernen Bauten des heutigen Pflegeheims zu schaffen.

## Die Anlage
Der alte und eher schlichte Kernbau, der heutige Südflügel, ist zweigeschossig und fünfachsig, aus Bruchstein ausgeführt und mit einem Krüppelwalmdach mit je einer Dachgaube rechts und links gedeckt. Auf der Hofseite befindet sich mittig ein steiler, in Fachwerk ausgeführter Zwerchhausgiebel, dessen First auf die gleiche Höhe mit dem des Burghauses ragt. Das rundbogige Renaissance-Portal mit sechsstufiger Freitreppe in der Mitte der Hofseite hat kein Tympanon. In beiden seitlichen Pfeilern sind Nischen mit kleinen Sockeln in Sitzhöhe eingelassen. Im Sockel des rechten Torpfeilers befindet sich das Relief eines Greifen, in dem des linken ein Schlangenornament. Über dem Portal finden sich die Wappen der Familien Kolmatsch (rechts) und Wangenheim (links).
Der im frühen 20. Jahrhundert angebaute Ostflügel ist im historisierenden Stil der Neorenaissance ausgeführt. Dieser Bau ist dreigeschossig, mit steilem Satteldach, und besteht aus zwei auf der rückwärtigen Ostseite leicht gegeneinander versetzten Teilen, in deren südlichen der fünfstöckige und die Hofseite dominierende Turm integriert ist. Dieser Gebäudeteil hat einen nahezu quadratischen Grundriss, zwei ins erste Dachgeschoss reichende Zwerchhäuser auf der Gartenseite und einen dekorativen Welschen Giebel auf der Südseite. Im Winkel am Übergang zum nördlichen Teil des Baus befindet sich ein halbrund herausragender und bis ins erste Dachgeschoss reichender Treppenturm mit Haube. Beide Dachgeschosse dieses Gebäudeteils sind durch jeweils vier Gauben auf der Hofseite erhellt; auf der Gartenseite reichen drei Zwerchhäuser lediglich bis ins erste Dachgeschoss. Der Nordgiebel ist aus Fachwerk und hat im ersten Dachgeschoss einen Erker.
Nach Westen an das eigentliche Schloss anschließend befinden sich das spitzgiebelige ehemalige Pächterhaus und langgestreckte Wirtschaftsgebäude mit einem Torhaus über dem nach Südwesten ausgerichteten rundbogigen Hoftor und einem kleinen Rundturm daneben.